# Cargotec
Cargotec Oyj är ett finländskt verkstadsföretag baserat i Helsingfors. Bolaget är noterat på OMX Helsinki 25.
Cargotec tillverkar lastningsutrustning för fartyg, hamnanläggningar, terminaler och lokal distribution.
Cargotec bildades i juni 2005 då Kone Corporation delades upp i två bolag: Cargotec och Kone. Efter delningen bildade containerhantering (Kalmar Industries AB), lasthantering (Hiab) och marin lasthantering (MacGregor) affärsenheten Cargotec. 
Cargotec har cirka 11 500 anställda över hela världen i över 120 länder. I Sverige finns 1885 anställda. Cargotec har produktion i 14 länder.